# Lista de prefeitos de São Bento (Paraíba)
Esta é a lista de prefeitos do município de São Bento, estado brasileiro da Paraíba.
| Nº | Nome                        | Imagem                | Partido                                          | Início do mandato      | Fim do mandato                          | Observações                           |
| 1  | João Silveira Guimarães     |                       | União Democrática Nacional UDN                   | 30 de novembro de 1959 | 29 de novembro 1963                     | Prefeito eleito em sufrágio universal |
| 2  | Milton Lúcio da Silva       |                       | Aliança Renovadora Nacional ARENA                | 30 de novembro de 1963 | 29 de novembro 1969                     | Prefeito eleito em sufrágio universal |
| 3  | João Silveira Guimarães     |                       | Aliança Renovadora Nacional ARENA                | 30 de novembro de 1969 | 30 de janeiro de 1973                   | Prefeito eleito em sufrágio universal |
| 4  | Milton Lúcio da Silva       |                       | Aliança Renovadora Nacional ARENA                | 31 de janeiro de 1973  | 30 de janeiro de 1977                   | Prefeito eleito em sufrágio universal |
| 5  | Pedro Eulâmpio da Silva     |                       | Movimento Democrático Brasileiro MDB             | 31 de janeiro de 1977  | 30 de janeiro de 1983                   | Prefeito eleito em sufrágio universal |
| 6  | Milton Lúcio da Silva Filho |                       | Partido Democrático Social PDS                   | 31 de janeiro de 1983  | 31 de dezembro de 1988                  | Prefeito eleito em sufrágio universal |
| 7  | Ademar Pereira Diniz        |                       | Partido da Frente Liberal PFL                    | 1º de janeiro de 1989  | 31 de dezembro de 1992                  | Prefeito eleito em sufrágio universal |
| 8  | Milton Lúcio da Silva Filho |                       | Partido da Frente Liberal PFL                    | 1º de janeiro de 1993  | 31 de dezembro de 1996                  | Prefeito eleito em sufrágio universal |
| 9  | Márcio Roberto da Silva     |                       | Partido do Movimento Democrático Brasileiro PMDB | 1º de janeiro de 1997  | 31 de dezembro de 2000                  | Prefeito eleito em sufrágio universal |
| 9  | Márcio Roberto da Silva     | 1º de janeiro de 2001 | Partido do Movimento Democrático Brasileiro PMDB | 31 de dezembro de 2004 | Prefeito reeleito em sufrágio universal |                                       |
| 10 | Jaci Severino de Sousa      |                       | Partido do Movimento Democrático Brasileiro PMDB | 1º de janeiro de 2005  | 31 de dezembro de 2008                  | Prefeito eleito em sufrágio universal |
| 10 | Jaci Severino de Sousa      | 1º de janeiro de 2009 | Partido do Movimento Democrático Brasileiro PMDB | 31 de dezembro de 2012 | Prefeito reeleito em sufrágio universal |                                       |
| 11 | Gemilton Souza da Silva     |                       | Partido da República PR                          | 1º de janeiro de 2013  | 31 de dezembro de 2016                  | Prefeito eleito em sufrágio universal |
| 12 | Jarques Lúcio da Silva II   |                       | Democratas Cidadania                             | 1º de janeiro de 2017  | 31 de dezembro de 2024                  | Prefeito eleito em sufrágio universal |
| 13 | Gerfeson Garcia de Souza    |                       | Partido Socialista Brasileiro PSB                | 1° de janeiro de 2025  | atual                                   | Prefeito eleito em sufrágio universal |